# Thrasymedes walkeri
Thrasymedes walkeri är en insektsart som beskrevs av Metcalf och Wade 1965. Thrasymedes walkeri ingår i släktet Thrasymedes och familjen hornstritar. Inga underarter finns listade i Catalogue of Life.